# Ampflwang im Hausruckwald
Ampflwang im Hausruckwald là một đô thị thuộc huyện Vöcklabruck thuộc bang Oberösterreich, Áo. Đô thị Ampflwang im Hausruckwald có diện tích 21 km², dân số thời điểm năm 2006 là 3539 người.